# ジャック・ダルマニャック (ヌムール公)
ジャック・ダルマニャック（仏: Jacques d'Armagnac, 1433年ごろ - 1477年8月4日）は、ヌムール公（在位：1462年 - 1477年）。パルディアック伯ベルナール・ダルマニャックとヌムール女公エレオノール・ド・ブルボンの息子。

## 生涯
カストル伯としてジャックは1449年および1450年にノルマンディーにおいて、後にギュイエンヌにおいてフランス王シャルル7世に仕えた。ルイ11世はジャックに栄誉を与えた。1462年、父の死により伯位を継承し、ルイ11世はジャックを自身の代子でメーヌ伯シャルル4世・ダンジューの娘ルイーズと結婚させた。また、ヌムール公位も認めた。
反乱を鎮圧させるためルイ11世によりルシヨンに派遣され、ジャックはすぐに勝利をおさめたものの十分に評価されていないと感じ、1465年に公益同盟に加わった。その後一旦はルイ11世と和解したものの、再び陰謀をはかった。2度許しを与えた後に、ルイ11世の忍耐は尽き、カルラにある公爵の城を包囲し、ジャックを投獄した。ジャックは檻の中に閉じ込められ、最も厳しい扱いを受けた。最終的にジャックは死刑宣告を受け、1477年8月4日に斬首された。

## 子女
ジャックとルイーズ・ダンジューの間には以下の子女が生まれた。
- ジャック - 早世
- ジャン（1467年 - 1500年） - ヌムール公（1484年 - 1500年）
- ルイ（1472年 - 1503年） - ヌムール公（1500年 - 1503年）
- マルグリット（1503年没） - ヌムール女公。ジェ領主ピエール・ド・ロアンと結婚。
- カトリーヌ（1487年没） - 1484年にブルボン公ジャン2世と結婚[2]
- シャルロット（1504年没） - ヌムール女公。ジェ領主シャルル・ド・ロアン（ピエールの息子）と結婚。